# Mount Mateer
Mount Mateer är ett berg i Antarktis. Det ligger i Östantarktis. Australien gör anspråk på området. Toppen på Mount Mateer är 259 meter över havet.
Terrängen runt Mount Mateer är platt åt sydväst, men åt nordost är den kuperad. Trakten är obefolkad. Det finns inga samhällen i närheten.